# Le Parisien
Le Parisien je největší pařížský deník, byl založen roku 1944. Vydává jej tisková skupina Les Échos-Le Parisien, která od roku 2015 patří do skupiny LVMH.
Spolu s celostátní verzí Aujourd'hui en France jeho náklad přesahuje 500 000 výtisků. Le Parisien je počítán mezi regionální noviny, ačkoli jeho náklad (včetně Aujourd'hui en France), převyšuje náklad celostátních deníků L'Équipe (stejná vydavatelská skupina jako Le Parisien), Le Monde, Le Figaro nebo Libération.

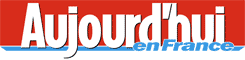
Logo novin Aujourd'hui en France